# والاس براينت (نبال)
والاس براينت (بالإنجليزية: Wallace Bryant)‏ هو نبال أمريكي، ولد في 19 ديسمبر 1863 في ميلروز في الولايات المتحدة، وتوفي في 2 مايو 1953 في غلوستر في الولايات المتحدة.

## وصلات خارجية
- والاس براينت على موقع أوليمبيديا (الإنجليزية)